# Museo dello strumento musicale
Il Museo dello strumento musicale è un museo di Reggio Calabria.
La collezione musicale (libraria e strumentale) del museo è andata interamente distrutta in un incendio del 4 novembre 2013.
Nato dal lavoro di ricerca del fondatore Demetrio Spagna, raccoglieva circa 800 strumenti musicali provenienti da tutto il mondo, raggruppati in cinque famiglie:
- cordofoni
- aerofoni
- idiofoni
- membranofoni
- meccanico-elettrici

Dopo anni di collocazioni provvisorie, dal 1997 era ospitato nei locali dell'ex stazione ferroviaria "Reggio - Lido", a poche centinaia di metri dal Porto di Reggio Calabria, dal Museo nazionale della Magna Grecia e dal lungomare Falcomatà.
Saltuariamente, era sede di piccoli concerti, per lo più di tipo acustico.